# Lantages
Lantages település Franciaországban, Aube megyében. Lakosainak száma 214 fő (2022. január 1.). Lantages Chaource, Jully-sur-Sarce, Les Loges-Margueron, Praslin, Rumilly-lès-Vaudes, Villiers-sous-Praslin és Vougrey községekkel határos.

## Népesség
A település népessége az elmúlt években az alábbi módon változott:
| Lakosok száma | 174  | 166  | 204  | 238  | 254  | 252  | 230  | 215  | 210  | 214  |
|               | 1968 | 1982 | 1990 | 2006 | 2013 | 2015 | 2017 | 2019 | 2020 | 2022 |